# Federación Italiana de Obreros Metalúrgicos

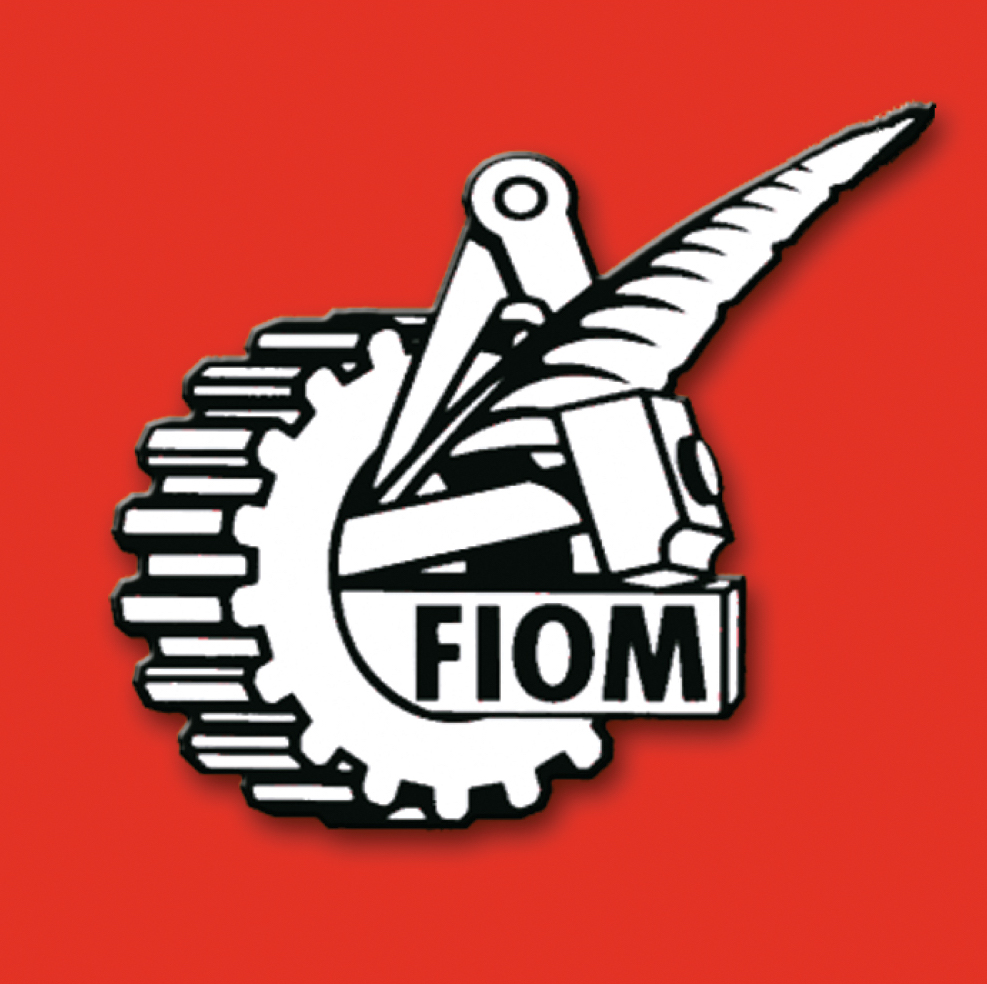
Logo de la federación.

La Federación Italiana de Trabajadores Metalúrgicos (en italiano: Federazione Impiegati Operai Metallurgici, FIOM) es un sindicato que representa a los trabajadores de las industrias del metal y la ingeniería en Italia.
El sindicato fue fundado en una conferencia en Livorno, el 16 de junio de 1901. En 1906, fue afiliado fundador de la Confederación General del Trabajo. La membresía creció de manera constante y, en 1916, había llegado a 22.445. En 1919, el sindicato firmó un acuerdo limitando las horas de trabajo a un máximo de 48 por semana. Fue prohibido por el gobierno fascista en 1924.

El sindicato se restableció en 1944 y se afilió a la nueva Confederación General del Trabajo de Italia. En 1946 contaba con 638.697 miembros. Aunque tanto los grupos socialdemócratas como los demócratas cristianos pronto se separaron, en 1949, el sindicato todavía contaba con 609.094 miembros. Para 1998, la membresía se había reducido a 365.942.